# 莱斯利·M·肖
莱斯利·莫蒂埃·肖（Leslie Mortier Shaw，1848年11月2日—1932年3月28日），美国商人、律师及政治家。曾担任第十七任艾奥瓦州州长。是1908年美國總統選舉的共和黨候选人。

## 传记
肖出生于美国佛蒙特州的莫里斯敦，是博德曼·O·肖和路易丝·斯波丁·肖的儿子。肖于1874年进入康奈尔大学学习。1877年12月6日与前妻爱丽丝·克伦肖结婚，婚后两人育有三子。 
肖随后成为了律师和银行家。1898年成为第十七任艾奥瓦州州长，并在任至1902年。之后，他在总统西奥多罗斯福手下担任美国财政部长。1902年到1907年六年任职期间， 和前任财政部长莱曼·J·盖奇想法一样，肖坚定地认为：在困难时期，财务处应该通过引进财政资金来服务于货币市场。
为此，肖从商业银行购回政府债券，持有它们，从而增加政府存款银行的数量。在1902年，他告知银行不再需要保留现金储备，并以此来对抗他们所持有的公共资金。这些行动的目的是提供一些随后可响应市场需要的更加具有弹性的货币。 政府干预货币市场由此达到了新的高度。 他于1907年三月三日辞职，随后成为了纽约市的一位银行家.
他是获得1908年美国总统大选提名的共和黨候選人。
结束在总统内阁任职的公众生活后，他回归纽约银行业的工作。肖在华盛顿特区去世，葬在艾奥瓦州丹尼森的奥克兰墓地。

## 延伸阅读
- Patton, Eugene B. . Journal of Political Economy. 1907, 15 (2): 65–87  [2020-02-29]. JSTOR 1817458. doi:10.1086/251290. （原始内容存档于2020-02-29）.